# 聲致發光
聲致發光（sonoluminescence），是指當液體中的氣泡受到聲音的激發時，氣泡內爆（implosion）並迸發出極短暫的亮光的現象。

## 沿革

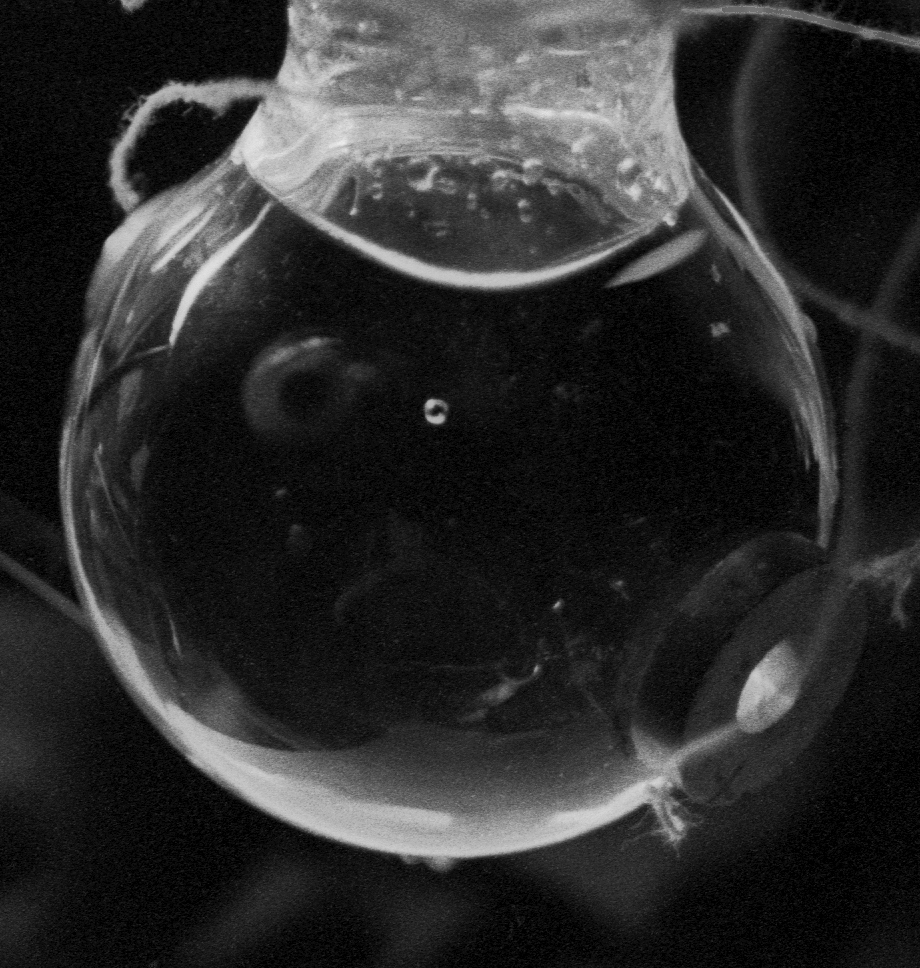
單氣泡聲致發光是一種單獨成穴的氣泡。

1934年，德國科隆大學的H. Frenzel和H. Schultes在研究聲納時，為加速相片顯影，便將一超聲波變頻器置入注滿顯影劑的水槽中。沒想到每當超音波開啟時，液體中的氣泡便發出光來，二人並在顯影後的底片上觀察到一些微小的亮點。這種多氣泡同時發光的現象稱為多氣泡聲致發光（multi-bubble sonoluminescence, MBSL）。值得注意的是，Frenzel和Schultes並不是最早的發現者，1933年時羅馬尼亞科學院的N. Marinesco和法國科學院的J.J. Trillat也曾獨立發現過此現象。惟水下環境過於複雜，以當時技術對於這些壽命（半衰期）極短暫的大量氣泡難以做進一步的分析。
而Felipe Gaitan和Lawrence Crum在50多年後的1989年大幅改進了實驗裝置與技術，發現了單氣泡聲致發光（single bubble sonoluminescence, SBSL）。在單氣泡聲致發光中，一顆被限制在聲音的駐波中的氣泡會隨著自身週期性的被壓縮而不斷放出光來。由於這項實驗技術將原本複雜的多氣泡模型簡化為單一穩定氣泡的效應，故有助於更系統性地分析聲光效應的原理。研究人員同時也發現氣泡內部的溫度竟然高到可以熔化鋼鐵的程度。根據估計與假設，氣泡內的溫度可以高達100萬K，這也重新喚起了人們對聲致發光的好奇與興趣。雖然如此高的溫度尚未被確實證明，但近年來由伊利諾大學香檳分校主導的實驗顯示，氣泡內的溫度大約在2萬K左右。

## 特性
當一道足夠強度的聲波射入液體內的一小塊空腔時，會導致空腔急速地壓縮，這個空腔可能是普通的氣泡，或是因氣穴現象引發的微小的低壓氣泡。由於聲致發光可以在實驗室中穩定地被呈現，產生出來的單一顆氣泡會在被壓縮和向外擴展的週期中，不斷放出光來。為了達到這個結果，首先在液體中製造出一駐波，且氣泡必須要置於駐波的波腹處，使其能受到最大的波幅震盪。其共振的頻率取決於容納液體容器的形狀與大小。
一些在聲致發光的實驗中觀察到的事實：
- 氣泡釋放出來的光芒持續時間相當短暫──大約在35至幾百皮秒（ps）之間，光強大約在1~10毫瓦（mW）左右。
- 當氣泡放光時尺寸是非常小的。其直徑大約只有1{\displaystyle \mu }m，而其能放出光的氣泡大小取決於周圍液體的種類（例如水）以及氣泡中氣體的種類（例如一般空氣）。
- 在單氣泡聲致發光中放出的光，其週期和位置都是相當穩定的。更有趣的是，雖然經過分析這些氣泡會受到例如柏克尼斯力（Bjerknes forces）或經歷瑞利-泰勒不穩定性等作用，導致氣泡會經歷顯著的幾何結構不穩定過程，但事實上我們觀察到這些氣泡放出光的頻率，卻能比當初產生聲波的儀器的震盪頻率還要穩定！
- 如果在氣泡中加入惰性氣體，例如氦、氬或氙等氣體，能進一步增加放出光的強度。

聲致發光中放出光的波長是相當短的，其譜線可以到達接近紫外光的程度。由於短波長的光擁有較高的能量，經過計算，若欲產生如此高能量的光，氣泡中環境的溫度大約要落在2萬~100萬K之間。但這種估計忽略了一項事實，即是水會吸收幾乎所有波長低於200nm的電磁波，這項事實也加深了正確估計氣泡內確切溫度的困難，因為這些估計都是建立在氣泡被壓縮過程中的發射光譜上，或是利用Rayleigh-Plesset方程式所得到的。甚至有人估計氣泡內的溫度可以達到{\displaystyle 10^{9}} K，即有十億度之高，但這些看來有些誇大的估計皆建立於現階段尚未證實的模型，以及太多無法確定的假設上。
另外有兩位化學家David J. Flannigan和Kenneth S. Suslick於2005年在《自然》上發表了一篇論文。他們實驗的對象是硫酸裡的氬氣泡，打入聲波後在容器內發現氧離子O2+、一氧化硫、以及位於激發態的氬原子。這代表氣泡中心有著一個熱電漿核。他們指出O2+離子的激發能量和游離能是18電子伏特（eV）左右，不可能是因為單純加熱而達到的。兩位化學家認為這應該是從氣泡中心的不透明電漿釋放出來的高能電子撞擊得來的。

## 關於氣泡核融合的爭議
最讓人感興趣的是，既然氣泡內部可能處於如此高溫下，我們甚至有可能利用聲致發光作為達到核融合臨界溫度的方法。如果氣泡內的溫度和壓力都夠高的話，在太陽和其他大型星體中發生的核融合效應可以在如此微小的氣泡中發生。這種可能通常也被稱為氣泡核融合（bubble fusion）。
2002年3月8日，在美國橡樹嶺國家實驗室工作的一名科學家魯西‧塔拉亞克漢利用極強的超音波震盪轟擊全部由氘組成的丙酮，並在容器旁放上中子源以產生更大的氣泡，Taleyarkhan宣稱他觀察到容器中氚含量的上升，代表引發了核融合效應。他在2003年前往普渡大學任教，並繼續發表有關實驗過程的論文。不幸的是，在Taleyarkhan之後沒有其他研究團體能成功地複製他的實驗結果。在2006年6月，伊利諾大學香檳分校的Dr. Kenneth S. Suslick在一封寫給普渡大學的電子信件中表示，他質疑Taleyarkhan宣稱的研究成果已經構成一項科學不端行為（scientific misconduct）。Suslick並聲明在這之後他沒有收到任何普渡大學的回信。
但在2006年11月，據說Taleyarkhan的實驗被來自美國拉特諾大學的Edward R. Forringer再次驗證了──不過是在Taleyarkhan自己的普渡大學實驗室裡。但這時普渡大學卻選擇不繼續深入調查，縱使有許多普渡大學的其他教授也提出對這項發現的質疑。美國《高等教育紀事報》（Chronicle of Higher Education）也注意到了一些問題：「在這段時間中，Taleyarkhan先生宣稱有兩組以上的科學家來到他的實驗室，並成功的驗證了氣泡核融合效應，Taleyarkhan先生並強調這兩組研究人員都是專家，而且絕對獨立於他本身的立場。但在對兩組研究人員的訪問中，他們都駁斥了Taleyarkhan先生的這項說法。例如拉特諾大學的物理教授Edward R. Forringer便聲明他自己事實上並不是一位專家，儘管如此，他『還是相信他的實驗結果的確能夠支持氣泡核融合的理論……』。」。
有趣的是，在隔年的2007年，美國國會的專案小組計畫使用聯邦基金來重現Taleyarkhan的實驗結果，在他們的堅持下，普渡大學只好在2007年5月10日宣佈他們將至少增加一組與普渡大學無關的研究人員來研究Taleyarkhan的實驗。對於Taleyarkhan當初宣稱他的實驗已經「獨立地被他人驗證」，專案小組採取「高度懷疑」的態度，並且批評普渡大學使用三位之前已經調查過Taleyarkhan的人員現在再來做再審的動作。Taleyarkhan本人對於專案小組的這項報告表示是「偏頗且過度被誇大」的，但最終還是答應與專案小組合作。2007年9月10日，普渡大學內部的調查委員會決定「某些情事值得做進一步的探討（several matters merit further investigation）」，因此所有研究將從頭開始驗證起，如今物理學界普遍質疑Taleyarkhan的研究成果。
2006年1月27日，美國倫斯勒理工學院的研究員也宣稱他們在沒有其他外加中子源的情形下，利用聲致發光製造出核融合反應，並發表論文於著名的《物理評論快報》上。但至目前為止，這個實驗尚未被任何科學機構的實驗小組重現。

## 理論

### 流體力學方程式
氣泡的運動方程式可以由Rayleigh-Plesset方程式近似求得：
{\displaystyle R{\ddot {R}}+{\frac {3}{2}}{\dot {R}}^{2}={\frac {1}{\rho }}\left(p_{g}-P_{0}-P(t)-4\eta {\frac {\dot {R}}{R}}-{\frac {2\gamma }{R}}\right)}
其中{\displaystyle R}是氣泡的半徑，{\displaystyle \eta }是黏滯係數，{\displaystyle \gamma }是表面張力，{\displaystyle P_{g}}是氣泡內氣體的壓力，{\displaystyle P_{a}}是聲音的壓力，{\displaystyle P_{0}}是環境的壓力。
雖然這是簡化後的方程式，但仍然可以很好的描述被聲音震動的氣泡的行為。

### 對現象的解釋
到現在為止，造成聲光效應的機制仍然沒有被解決。目前用來解釋的理論有：
熱點（hotspot）、制動輻射、碰撞發光、电晕放电、非古典光、質子穿隧效應、電動力學發光、摩擦發光，目前因為有相反的實驗結果，通常不再被採信）等等。

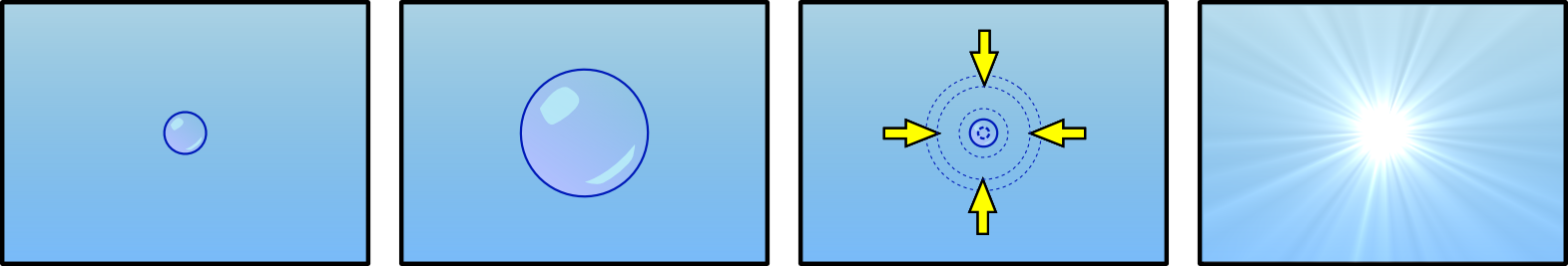
從左到右：氣泡的雛型、緩慢膨脹、氣泡急速地瞬間被壓縮、放出光芒

M. Brenner、S. Hilgenfeldt，和D. Lohse在2002年出版了一本60頁的報告「"Single bubble sonoluminescence" Reviews of Modern Physics 74, 425（页面存档备份，存于）」，其中對於聲致發光的機制做了詳盡的討論。根據他們所發表的理論，最重要的關鍵在於氣泡中含有少量的惰性氣體例如氬或氙（地球大氣有含有大約1%的氬氣，但其溶解在水中的量對於產生聲致發光來說卻是過多了，理想的狀態是減少成原來的20~40%）以及含量不固定的水蒸氣。經過連鎖的化學反應後會導致氣泡中的氮氣和氧氣在大約100個氣泡膨脹-壓縮週期後被移除，此時氣泡便會開始發光。詳情可見"Evidence for Gas Exchange in Single-Bubble Sonoluminescence", Matula and Crum, Phys. Rev. Lett. 80 (1998), 865-868。
當氣泡收縮的時候，周圍的水會向氣泡中心擠壓，因為慣性的關係而在短時間內對氣泡產生一個相當大的壓力，由此造成的絕熱壓縮會把氣泡內部加熱到大概10,000 K。在如此高溫的狀況下，不影響透明度的一小部分惰性氣體會被游離，被游離出來的電子與氣體原子互相影響產生制動輻射。當壓力與溫度下降後，游離的電子重新與原子結合，停止發光。這個機制導致一個長約160皮秒、有規律的短暫發光。
根據上述這個理論計算出來所放出光的強度和持續時間，大致上能和實驗結果符合，其誤差也不會比做一些簡化假設（例如假設氣泡各部份的溫度保持相同）來得大很多。因此雖然還有一些細節尚待探討，聲致發光的原理大體上來已經被解決了。

### 天外飛來的想法
有個較受到大家注目、同時相對來說也比較不尋常解釋聲致發光的理論是由英國薩塞克斯大學的Claudia Eberlein在1996年所提出的卡西米爾效應理論。Eberlein認為聲致發光中觀察到的光是由氣泡周圍的真空，透過類似霍金輻射的機制所產生的。根據量子力學，在真空中會自然的產生許多的粒子和反粒子對，並且在很短的時間內湮滅，而由於氣泡外液體和氣體的介面快速移動的關係，會將這些虛粒子轉變成實質的粒子。這種現象和卡西米爾效應或盎魯效應有一定的關係。如果此理論為真，那麼聲致發光將是第一個量子真空零點輻射（Quantum Vacuum Radiation）的直接觀察證據。然而，卻有人質疑上述量子效應並不會發生在聲致發光這種相對來說較長的時間尺度上，因為聲致發光看來比較遵守古典的氣穴效應壓縮。因此雖然想法十分有趣，卡西米爾模型目前為止只能被當作許多候補理論的其中之一。

## 生物界的聲致發光
槍蝦是一種能製造出聲致發光的生物。當槍蝦獵食時，會將牠的巨螯快速合上，噴射出一道時速高達約每小時100公里的水流，這道高速水流會觸發氣穴現象，而成形一個極微小的低壓氣泡。氣泡所放出光的強度要比傳統聲致發光產生的光來得弱，用肉眼並沒有辦法看見。在生物學上，此現象並沒有任何重要性，也僅僅不過是槍蝦用來擊暈獵物的衝擊波的副產物而已。但在物理上，卻是第一個由生物利用聲致發光來發光的例子，因此在2001年10月發現這個現象時，也半戲謔性的將其稱為為「蝦光現象」（"shrimpoluminescence"）。科學家們在此之後隨即發現另一種叫做蝦蛄的動物，有某些品種其棍棒狀的前肢能急速來回揮動引發氣穴效應，進而產生聲致發光。 美國德州農工大學等離子體實驗室的Xin Tang和David Staack利用仿生學設計和3D打印技術製造的機械裝置在水中可以復現同樣的蝦光現象，並且這種機械裝置引發的蝦光現像也說明人類可以在水中用純機械的方法產生慣性約束的等離子體。

## 延伸閲讀
- Frenzel H, Schultes H.  [Luminescence in ultra-hot water]. Zeitschrift für Physikalische Chemie. October 1934, 27 (1): 421–4. doi:10.1515/zpch-1934-0137 （德语）.
- Gaitan DF, Crum LA, Church CC, Roy RA. . The Journal of the Acoustical Society of America. June 1992, 91 (6): 3166–83  [2021-03-19]. Bibcode:1992ASAJ...91.3166G. doi:10.1121/1.402855. （原始内容存档于2021-10-09）.
- Brenner MP, Hilgenfeldt S, Lohse D.  (PDF). Reviews of Modern Physics. May 2002, 74 (2): 425–484  [2021-03-19]. Bibcode:2002RvMP...74..425B. doi:10.1103/RevModPhys.74.425. （原始内容存档 (PDF)于2016-05-07）.
- Taleyarkhan RP, West CD, Cho JS, Lahey RT, Nigmatulin RI, Block RC. . Science. March 2002, 295 (5561): 1868–73  [2021-03-19]. Bibcode:2002Sci...295.1868T. PMID 11884748. doi:10.1126/science.1067589. （原始内容存档于2005-11-06）.
- Chang, Kenneth. . New York Times. March 15, 2005  [2021-03-19]. （原始内容存档于2015-02-20）.
- Wrbanek JD, Fralick GC, Wrbanek SY, Hall NC. . Millis MG, Davis EW  (编). . Abstract NASA Technical Reports Server. American Inst. of Aeronautics and Astronautics. 2009: 605–37. ISBN 978-1-56347-956-4. doi:10.2514/4.479953.
- For a "How to" guide for student science projects see: Hiller, Robert; Barber, Bradley. . Scientific American. 1995, 272 (2): 96–98. Bibcode:1995SciAm.272b..96H. doi:10.1038/scientificamerican0295-96.
- Tatrocki, Paweł. . PHILICA.com. 2006  [2021-03-19]. Article number 19. （原始内容存档于2017-03-11）. This article was created in 1996 together with the alternative theory; both were seen by Ms Eberlein. It contains many references to the crucial experimental results in this field.
- Buzzacchi M, Del Giudice E, Preparata G. . April 1998. arXiv:quant-ph/9804006 .

## 參閲
- 冷核聚變
- 聲致發光機制（英语：Mechanism of sonoluminescence）

## 外部連結
- Detailed description of a sonoluminescence experiment （页面存档备份，存于）
- A description of the effect and experiment, with a diagram of the apparatus
- An mpg video of the collapsing bubble (934 kB) （页面存档备份，存于）
- Shrimpoluminescence （页面存档备份，存于）
- Impulse Devices （页面存档备份，存于）
- Applications of sonochemistry （页面存档备份，存于）
- Sound waves size up sonoluminescence （页面存档备份，存于）
- Sonoluminescence: Sound into light （页面存档备份，存于）